# Saint-Quentin-au-Bosc
Saint-Quentin-au-Bosc település Franciaországban, Seine-Maritime megyében. Lakosainak száma 108 fő (2018. január 1.). Saint-Quentin-au-Bosc Auquemesnil, Bailly-en-Rivière, Gouchaupre, Greny és Saint-Martin-le-Gaillard községekkel határos.

## Népesség
A település népessége az elmúlt években az alábbi módon változott:
| Lakosok száma | 142  | 147  | 142  | 125  | 101  | 98   | 103  | 102  | 107  | 108  |
|               | 1962 | 1968 | 1975 | 1982 | 1990 | 2008 | 2013 | 2015 | 2017 | 2018 |